# Josanne Lucas
Josanne Lucas (ur. 14 kwietnia 1984 w Scarborough) – trynidadzko-tobagijska lekkoatletka specjalizująca się w biegu na 400 metrów przez płotki, brązowa medalistka mistrzostw świata.

## Osiągnięcia
- srebro w biegu na 100 m przez płotki oraz złoto na 400 metrów przez płotki podczas młodzieżowych mistrzostw NACAC (Santo Domingo 2006)
- brązowy medal mistrzostw świata (Berlin 2009)
- 3. miejsce podczas Światowego Finału IAAF (Saloniki 2009)
- wielokrotne mistrzostwo kraju na różnych dystansach

W 2008 reprezentowała swój kraj igrzysk olimpijskich w Pekinie. 23. lokata w eliminacjach 400 metrów przez płotki nie dała jej awansu do półfinału.

## Rekordy życiowe
- bieg na 100 m przez płotki - 12,99 (2009)
- bieg na 400 m przez płotki - 53,20 (2009) rekord Trynidadu i Tobago
- bieg na 55 m przez płotki - 7,64 (2006) rekord Trynidadu i Tobago
- bieg na 60 m przez płotki - 8,20 (2006)